# ケニア・マジンジラ緑の党
ケニア・マジンジラ緑の党（ケニア・マジンジラみどりのとう、Mazingira Green Party of Kenya）は、ケニアの政党。ケニアにおける緑の党、環境政党である。以前の党名は、ケニア自由党（Liberal Party of Kenya、LPK）である。
「マジンジラ」とは、スワヒリ語で「環境」を意味する言葉である。環境保護政党の国際組織である「グローバルグリーンズ」に加盟している。
1997年総選挙、大統領選挙では、後にノーベル平和賞を受賞するワンガリ・マータイを大統領候補に選出するが、最終的に立候補は断念した。
次の2002年総選挙ではマータイが党首に選出され、マジンジラ緑の党は政党連合「国民虹の連合(NARC)」に参加した。マータイ自身はテツ選挙区 Tetu Constituencyから立候補し当選した。
2007年総選挙 Kenyan general election, 2007では、マジンジラ緑の党は、ムワイ・キバキ大統領が率いる新党国家統一党に参加したが、マジンジラ緑の党自体も大統領選挙に候補を擁立した。総選挙では北イメンチ選挙区 North Imenti Constituencyで国家統一党の候補を下して1議席を獲得した。